# TÜV
Als Technischer Überwachungsverein (abgekürzt TÜV, meist [tʏf] gesprochen) werden eingetragene Vereine und Firmen bezeichnet, die als technische Prüforganisation Sicherheitskontrollen durchführen. Oft handelt es sich hierbei um Sicherheitskontrollen, die durch staatliche Gesetze oder Anordnungen vorgeschrieben sind und auf privatwirtschaftlicher Basis als mittelbare Staatsverwaltung in Form von Beleihungen vollzogen werden. Deren bekannteste ist die Hauptuntersuchung für Kraftfahrzeuge, die umgangssprachlich ebenfalls „TÜV“ genannt wird.
Mitglieder des TÜV sind seit Gründung des ersten Dampfkessel-Revisions-Vereins – so der ursprüngliche Name – im Jahre 1866 Wirtschaftsunternehmen, die überwachungsbedürftige Anlagen betreiben.
Die großen TÜV-Holdings sind weltweit aktiv. Internationale Skandale gab es unter anderem um ihre Rolle bei der Überprüfung von gesundheitsgefährdenden Brustimplantaten in Frankreich sowie einen Dammbruch in Brasilien mit mehr als 270 Toten.

## Aufgaben und Organisation

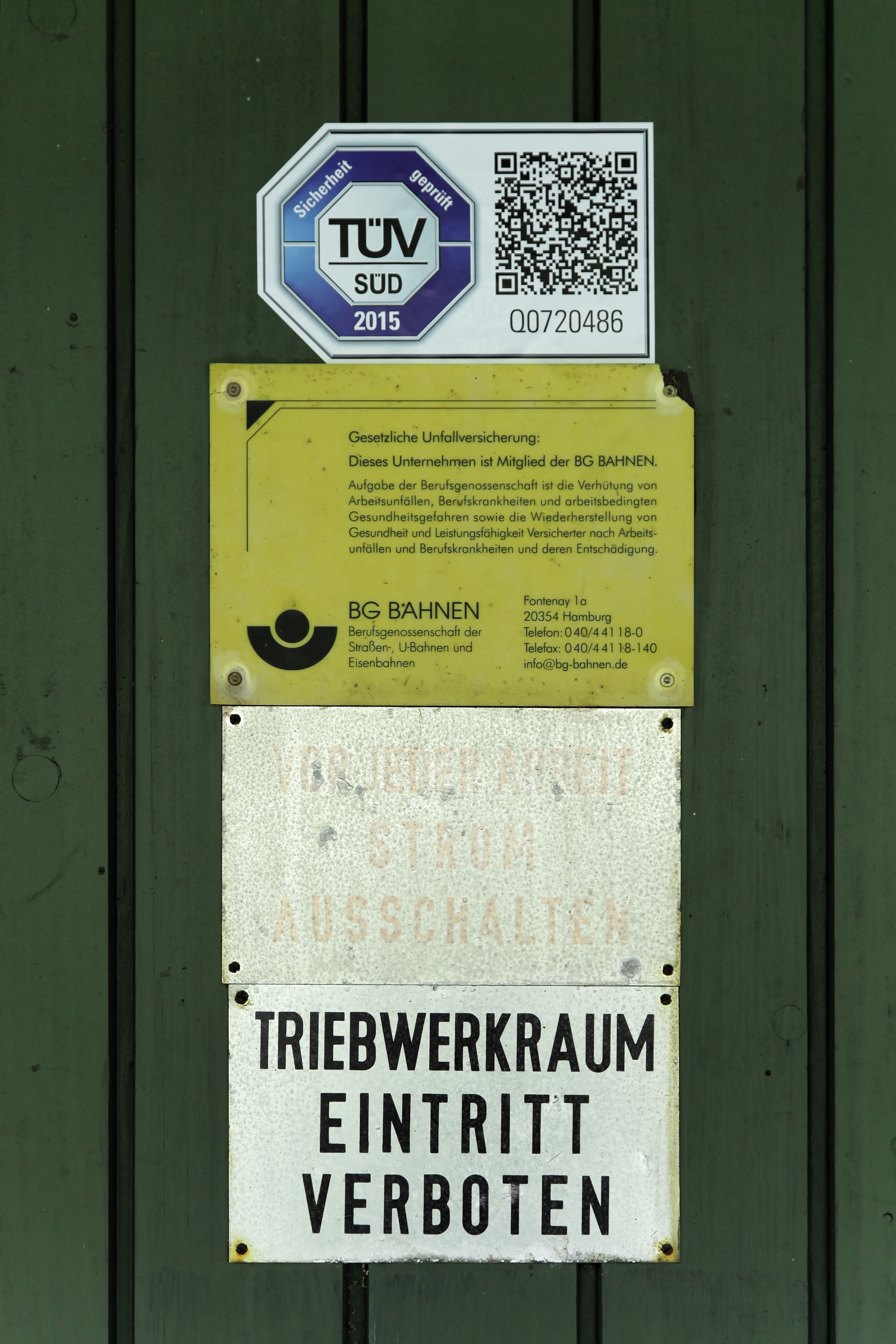
TÜV-Plakette an einem Skilift

In Deutschland sind die TÜV-Gesellschaften überwiegend in den drei großen Holdings TÜV Süd, TÜV Rheinland und TÜV Nord organisiert. Daneben gibt es die konzernunabhängigen TÜV Thüringen und TÜV Saarland. Alle nehmen hoheitliche Aufgaben auf den Gebieten der Kfz-Überwachung, des Fahrerlaubniswesens und der Geräte- und Produktsicherheit wahr. Alle Gesellschaften, die „TÜV“ in ihrem Namen führen, gehören zu mindestens 25,1 % einem Technischen Überwachungs-Verein e. V., der als Selbsthilfe-Organisation der deutschen Wirtschaft vom Staat mit den genannten hoheitlichen Aufgaben beliehen ist („TÜV-Konvention“).
Die frühere regionale Abgrenzung in Deutschland („Regionalprinzip“) ist infolge von Deregulierung und Liberalisierung auf immer mehr Arbeitsgebieten aufgehoben. Die Unternehmen agieren auf diesen Gebieten sowie im sogenannten „freiwirtschaftlichen Bereich“ als Aktiengesellschaften eigenständig am Markt und konkurrieren miteinander. Sie sind in vielen Arbeitsgebieten, etwa im Bereich der Produktzertifizierung und Zertifizierung von Managementsystemen, weltweit durch Tochtergesellschaften vertreten.
In Österreich hat sich der auf eine Gründung als Überwachungsverein im Jahre 1872 zurückgehende TÜV Österreich zur international tätigen TÜV Austria Gruppe weiterentwickelt.
Auch außerhalb des deutschsprachigen Raumes haben sich Organisationen, die den TÜV nachahmen, etabliert. Seit 1989 gibt es in Indien den TÜV Indien, der eine Tochter des TÜV Nord ist. Seit 2007 werden auch in der Türkei TÜV-Stellen betrieben. Der Betreiber ist TÜVtürk, eine Tochter des TÜV Süd.

## Die Marke „TÜV“
Die Marke „TÜV“ ist eine zugunsten dieser Prüforganisationen sowie des TÜV-Verbands geschützte Marke von hohem Bekanntheitsgrad. Sie ist ein wertvolles Vermögen der TÜV-Prüfgesellschaften.
In der breiten Öffentlichkeit wurde „der TÜV“ vor allem über die Hauptuntersuchung bekannt. Die Bezeichnung „TÜV“ hat sich umgangssprachlich zu einem Synonym für technische Prüfungen entwickelt (man bringt sein Auto „zum TÜV“, auch wenn mittlerweile häufig von einer anderen Organisation geprüft wird, da das frühere Monopol für diese Prüfung aufgelöst wurde).
„TÜV-geprüft“ ist umgangssprachlich ein Qualitätssiegel für technische Prüfungen durch eine TÜV-Gesellschaft (s. o.). Die Bezeichnung „TÜV-geprüft“ darf nur von einem Technischen Überwachungs-Verein oder einer Tochtergesellschaft verwendet werden. Alles andere wäre Irreführung der Verbraucher oder unlauterer Wettbewerb. Dieses Qualitätssiegel wird zunehmend auch durch Falsifikate missbraucht.
Weil „der TÜV“ in Deutschland und Österreich, mittlerweile aber auch weltweit ein hohes Ansehen bezüglich Neutralität und Sachkunde genießt und einen hohen Bekanntheitsgrad aufweist, wird die Bezeichnung in der Umgangssprache auf viele gesellschaftliche Problemfelder und Missstände angewendet, wenn Forderungen nach Kontrolle und Transparenz laut werden: Bürokratie-TÜV, Schul-TÜV, Politiker-TÜV, Alkohol-TÜV, Eltern-TÜV, Gebäude-TÜV, Veranstaltungs-TÜV, Schiffs-TÜV, Lasik-TÜV;  dabei wird das Kürzel TÜV auch in Zusammenhängen verwendet, die der Marke wenig zuträglich sind („Tierhaltungs-TÜV“). Neuerdings findet sich sogar der abwertende Begriff „TÜV-Mentalität“ in der Presse, im Zusammenhang mit der Covid19-Impfkampagne des Jahres 2021.

## Geschichte

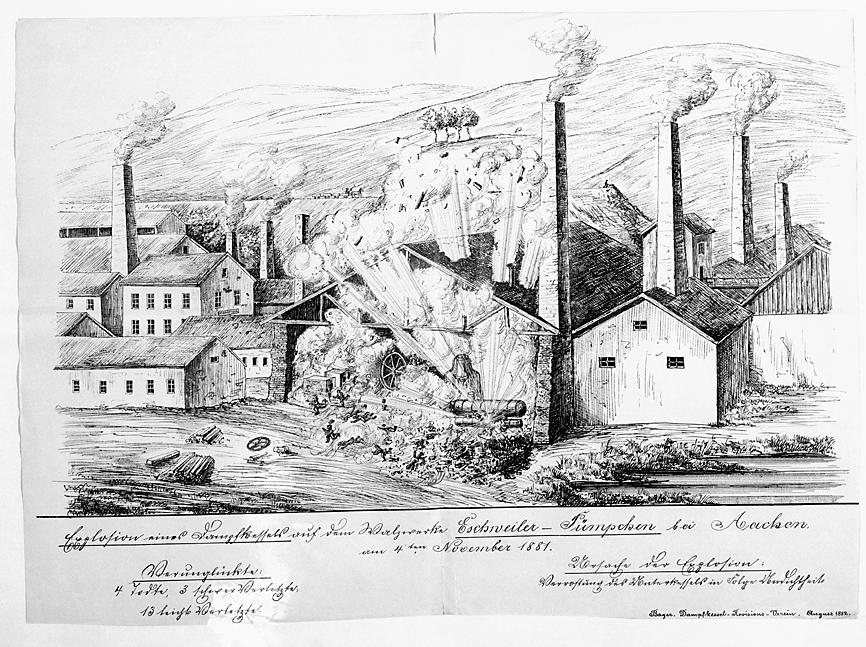
Dampfkesselexplosion 1881. Lithographie des Bayerischen Dampfkessel-Revisionsvereins

Mit zunehmender Anzahl und Leistungsfähigkeit der Dampfmaschinen in der Zeit der Industrialisierung hatte es immer mehr Unfälle durch explodierende (genauer: zerknallende) Dampfkessel gegeben.
Nach der Explosion des Kessels in der Mannheimer Aktienbrauerei im Januar 1865 verfolgte man dort die Idee, die Kessel auf freiwilliger Basis regelmäßiger Kontrollen zu unterziehen, wie das bereits in Großbritannien der Fall war. 20 badische Kesselbesitzer schlossen sich den Plänen an und gründeten schließlich am 6. Januar 1866 in den Räumen der Mannheimer Börse in D 2, 6 die Gesellschaft zur Ueberwachung und Versicherung von Dampfkesseln. Es war der erste Revisionsverein auf dem europäischen Festland. Andere deutsche Bundesstaaten und Regionen folgten diesem Beispiel.
Diese unabhängigen regionalen Überwachungsorganisationen in Form von Vereinen waren bei der Unfallverhütung so erfolgreich, dass ab 1871 die Mitgliedschaft in einem solchen Verein von der Inspektion durch einen staatlichen Inspektor befreite. Die regionalen „Dampfkessel-Überwachungs- und Revisions-Vereine“ (DÜV) waren somit als Selbsthilfe-Organisationen der Dampfkessel-Betreiber ein frühes Beispiel für eine erfolgreiche Privatisierung zuvor staatlicher Prüfungen. Weil sie so erfolgreich bei der Unfallverhütung im Bereich der sich rasch weiter entwickelnden Dampfkessel-Technologie waren, wurden sie später auch mit Sicherheitsprüfungen auf anderen technischen Gebieten, unter anderem bei der wiederkehrenden Prüfung von Kraftfahrzeugen sowie bei der Führerscheinprüfung beauftragt.
Alle aus diesen gemeinsamen Wurzeln hervorgegangenen TÜV-Gruppen benutzen die Marke „TÜV“ und einen regionalen Zusatz (zum Beispiel TÜV Süd, TÜV Rheinland, TÜV Nord, TÜV Saarland, TÜV Thüringen, TÜV Österreich) im Namen. Sie stehen auf einigen Gebieten untereinander und zu anderen Marktteilnehmern im Wettbewerb (s. o.).

## Fusionen
In der Geschichte der Technischen Überwachungs-Vereine hat es zahlreiche erfolgreiche Fusionen gegeben. Noch weiter gehende Überlegungen zu einer Fusion aller TÜV-Gruppen zum „TÜV Deutschland“ bzw. „TÜV Europe“ mit dem Ziel, den Wettbewerb untereinander auszuschalten, sind nicht mehr aktuell. Sie würden heute vermutlich auch am Kartellrecht scheitern. Auch die im Jahr 2007 mit hoher Öffentlichkeitswirksamkeit vorangetriebenen Fusionsaktivitäten von TÜV Nord und TÜV Süd verliefen im Sande.
Auch TÜV Süd und TÜV Rheinland kündigten im Frühjahr 2008 an, zu fusionieren, was jedoch am Widerstand des Bundeskartellamts scheiterte, das eine marktbeherrschende Position in Deutschland im Bereich der Überwachung von Aufzügen, Dampf- und Druckgeräten und explosionsgefährdeten Anlagen (z. B. Tankstellen) befürchtete. Als Hauptsitz des neuen „Super-TÜVs“ war München geplant. Das neue Unternehmen wäre mit seinen insgesamt 25.500 Mitarbeitern weltweit die Nummer 3 der Prüfgesellschaften nach SGS und Bureau Veritas gewesen. Die Fusionspläne wurden seither nicht weiter verfolgt.

## TÜV-Verband
Der TÜV-Verband e. V. (ehemals VdTÜV bzw. Verband der TÜV e. V.) ist die Interessenvertretung der Technischen Überwachungs-Vereine (TÜV) in Deutschland und Europa. Die Hauptgeschäftsstelle ist in Berlin. Der Verband unterhält außerdem eine EU-Vertretung in Brüssel. Seit Mai 2022 ist Axel Henning Stepken, ehemaliger langjähriger Vorstandsvorsitzender der TÜV SÜD AG, Vorsitzender des Verbandes. Turnusgemäß wechselt der Vorsitz alle zwei Jahre. Joachim Bühler ist seit 2017 Geschäftsführer des TÜV-Verbands. Das Amt übernahm er von Klaus Brüggemann, der in den Ruhestand ging.

Logo des TÜV Rheinland

Logo des TÜV Süd

Der TÜV-Verband vertritt die politischen und fachlichen Interessen seiner Mitglieder in Berlin und Brüssel gegenüber Politik, Behörden, Wirtschaft und Öffentlichkeit. Er setzt sich für technische und digitale Sicherheit von Fahrzeugen, Produkten, Anlagen und Dienstleistungen durch unabhängige Prüfungen und qualifizierte Weiterbildung ein. Mit seinen Mitgliedern verfolgt er das Ziel, das Niveau der technischen Sicherheit in der Gesellschaft zu wahren und Vertrauen für die digitale Welt zu schaffen. Die Experten des TÜV-Verbands beteiligen sich dafür an der Weiterentwicklung von Standards, Regeln und Normen. Sie erarbeiten zudem Stellungnahmen zu EU-Richtlinien, Gesetzen, Verordnungen sowie Technischen Regeln (TÜV-Merkblätter) und beraten Parlamente, Ministerien sowie öffentliche und private Organisationen auf nationaler und internationaler Ebene. Durch den von ihm organisierten Erfahrungsaustausch ist der TÜV-Verband ein Ansprechpartner in Fragen der Technischen Sicherheit und des Umweltschutzes. Aktuell konzentriert sich der TÜV-Verband darauf, die digitale Sicherheit zu stärken und den Ansprüchen an die Nachhaltigkeit in der Gesellschaft gerecht zu werden.
Der TÜV-Verband hat sechs Hauptmitglieder. Hinzu kommen zwei weitere Industriemitglieder und fünf außerordentliche Mitglieder.

### Hauptmitglieder
- TÜV Technische Überwachung Hessen GmbH
- TÜV NORD AG
- TÜV Rheinland AG
- TÜV Saarland e. V.
- TÜV SÜD AG
- TÜV Thüringen-Gruppe

## TÜV Cert
Die „TÜV Cert“-Zertifizierungsgemeinschaft e. V. ist seit Anfang der 1990er Jahre eine Gruppe von TÜV-Gesellschaften mit einheitlichen Verfahren zur Zertifizierung von Managementsystemen, Personalqualifikationen und Produkten nach internationalen Normen und europäischen Richtlinien. Organ von TÜV Cert ist die Fachzeitschrift „Management und Qualität“. „TÜV Cert“ ist eine geschützte Marke.
Die TÜV-Cert-Mitgliederversammlung hat 2008 beschlossen, dass ab dem 1. Januar 2009 keine Neuzertifizierungen unter TÜV Cert mehr angeboten werden dürfen. Laufende TÜV-Cert-Zertifizierungsverträge werden jedoch bis zu deren Ablauf weiterhin vertragstreu bedient.
Anstelle von TÜV Cert werden Zertifizierungen unter den jeweiligen akkreditierten Hausmarken der TÜV-Cert-Mitglieder angeboten.

## TÜV Projektträger
Die TÜV Rheinland Consulting GmbH ist beim Amtsgericht Nürnberg unter HRB 27242 geführt und als Projektträger tätig, der die Förderung von Projekten organisiert und verwaltet. Die Auftraggeber sind hauptsächlich Ministerien auf Bundes- und Länderebene, aber auch privatrechtliche oder öffentlich-rechtliche Stiftungen. Weiterhin werden Unternehmensberatungs- und Schulungsleistungen für Geschäftsprozess-Optimierung, Organisations- und Personalentwicklung, Managementsysteme und Produkttrainings- und Serviceleistungen als Unternehmenszweck geführt.

## Ähnliche Organisationen
Weitere Organisationen, die Hauptuntersuchungen durchführen sind Dekra, Gesellschaft für Technische Überwachung (GTÜ), FSP Fahrzeug-Sicherheitsprüfung und die Kraftfahrzeug-Überwachungsorganisation freiberuflicher Kfz-Sachverständiger (KÜS). Außerhalb Deutschland werden äquivalente Untersuchung zu der deutschen Hauptuntersuchung durch eine Vielzahl von Organisationen durchgeführt (beispielsweise ist die SGS und Applus über Töchter in verschiedenen europäischen Ländern in dieser Funktion tätig).
Auch werden einige Elektrogeräte vom TÜV geprüft und tragen deshalb ein TÜV-Prüfzeichen anstelle eines VDE-Zeichens.
Daneben überlappen sich die Aufgabengebiete des TÜV mit der Deutschen Gesellschaft zur Zertifizierung von Managementsystemen (DQS).